# 天神 (福岡市)

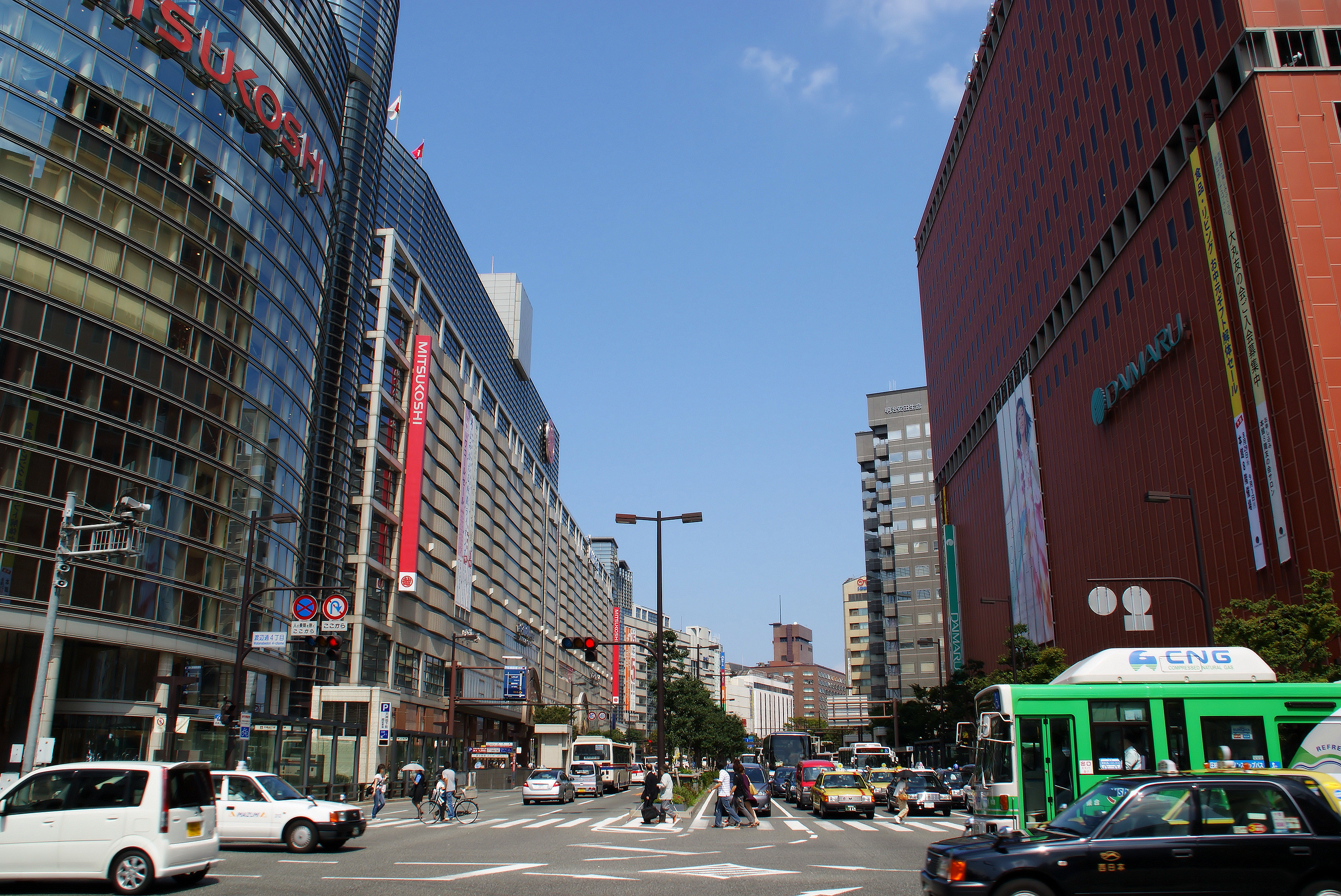
天神的商業設施群（渡邊通四丁目交叉口一帶）

天神（日语：／ tenjin */?）是位於日本福岡市中央區的地名與町名，為福岡市的中心商務區，同時也是九州地方最大的商業區，集中了大量的百貨與商場。其名來自位於此地的水鏡天滿宮，該神社主祀被尊為「天神」的菅原道真，因而別稱為「水鏡天神」、「容見天神」，日後遂轉化為地名。
福岡市區鐵路總站之一的西鐵福岡（天神）站坐落於此。現在天神被指定為禁止戶外吸菸的地區。

## 外部連結
- 西鉄福岡（天神）駅案内（页面存档备份，存于）
- 地下鉄天神駅案内
- 地下鉄天神南駅案内
- 天神バスのりばマップ